# ラッセル・ヴォルクマン
ラッセル・ウィリアム・ヴォルクマン（Russell William Volckmann, 1911年9月23日 - 1982年6月30日）は、アメリカ合衆国の軍人。第二次世界大戦期、アメリカ陸軍の歩兵将校としてフィリピン・コモンウェルスの軍事顧問を務めたほか、日本軍占領下のフィリピンでは抗日ゲリラの指導者として活動した。戦後も陸軍に残り、新たな特殊部隊の創設に関与した。現在、ヴォルクマン大佐の名はアーロン・バンクおよびウェンデル・フェーティグの両大佐と共にグリンベレー創設者の1人として記憶されている。最終階級は准将。

## 戦前
1911年、アイオワ州クリントンにて生を受ける。
1930年、陸軍士官学校に入校。1934年6月に卒業し、歩兵科少尉に任官する。当初は将校らの間で人気のある勤務地だったフィリピンへの配属を希望していたが、士官学校での成績が平均以下だった為、ヴォルクマンの希望は退けられることとなる。結局、彼はミネソタ州フォート・スネリングの第3歩兵師団に配属され、小銃小隊長や中隊副官として勤務した。1937年、ジョージア州フォート・ベニングにて歩兵将校高等課程（Infantry Officer Advanced Course）に参加するようにと命令を受ける。課程修了後、テキサス州フォート・サム・ヒューストンに配属され、第2歩兵師団付中隊長として勤務した。1940年、フィリピン派遣への参加が決定する。
1940年夏、当時29歳のヴォルクマン大尉は妻と息子を連れてフィリピンへ向かった。到着後、彼は第31歩兵連隊H中隊長に任命された。1941年7月、フィリピン陸軍の第11歩兵師団第11歩兵連隊に連隊副官として配属される。通常、この役職は尉官が務めるものではないが、当時は太平洋の政治的緊張の高まりからフィリピン陸軍の早急な拡大が求められており、効果的な訓練を行うべく従来より多くのアメリカ人顧問が必要とされていたのである。
1941年8月、日米開戦の可能性が高まる中、ヴォルクマンの妻子を含む在比米軍人の家族全員がアメリカ本土へ送り返される。1941年12月8日、太平洋戦争が勃発。同日、日本軍によるフィリピン攻撃が始まった。

## 第二次世界大戦
第11連隊はリンガエン湾からバターンへの撤退の際、時間稼ぎの為の戦闘に参加している:16–24。1942年にバターンが陥落した時、ヴォルクマンは降伏を拒否し、ドナルド・ブラックバーンと共にルソン島北部の山岳地帯へ向かった。その道中では敗走中だった他のアメリカ兵やフィリピン兵が多数合流している。その後、彼らはルソン島北部で抗日ゲリラを結成することを決断する:41–56。行軍中に多くの住民からの支援があった為、この頃までにヴォルクマンはフィリピン住民らに対する信頼を深めていた:57,60,62–66。1942年8月20日、ヴォルクマン率いるゲリラはサンバレス山脈フォート・ストッツェンバーグの西に設置されたクラウド・A・ソープ（Claude A. Thorp）のキャンプに到達した。ソープはバターンから派遣され、1月からゲリラ組織の指導に当たっていた米将校である:68。8月24日、一行はアラヤット山のフクバラハップ本部に到達し、彼らの案内でタルラック州ラパズ北部へと前進した:71–74。その後、さらに北進してロバート・ラプハム、チャーリー・クッシング（Charles Cushing）らが指揮するゲリラの拠点を訪れ、この際に金鉱技師のハーバート・スウィック（Herbert Swick）がヴォルクマンのゲリラに加わっている:82。9月9日、一行はルソン島北部にてアーサー・ノーブル中佐（Arthur Noble）、マーティン・モーゼス中佐（Martin Moses）、パーカー・カルバート大尉（Parker Calvert）、アーサー・P・マーフィ中尉（Arthur P. Murphy）らと合流する:82。
モーゼスは1942年10月1日からルソン島北部におけるゲリラの指揮官となり、10月15日からは日本軍に対する攻撃の指揮を執った:88。ヴォルクマンとブラックバーンは、比陸軍のルフィノ・ボールドウィン中尉（Rufino Baldwin）と共にサンヒグロ（Sanhiglo）およびバラトク方面で日本軍守備隊への攻撃に参加した:89。1942年12月8日、ヴォルクマンはキアンガンに新しい陣地を設置する。1943年6月9日、ゲリラの指揮を執っていたノーブルおよびモーゼスが捕虜となった為、ヴォルクマンは戦力およそ2,000名を擁するゲリラ組織となったアメリカ在比陸軍北部ルソン軍（USAFIP-NL）の指揮を引き継いだ:119–121。ダグラス・マッカーサー将軍指揮下の南西太平洋方面（SWPA）は、USAFIP-NLに対して「戦闘は制限し、敵との接触も最小限とせよ。情報部隊として最大限の価値を発揮せよ」と命じた:120–121。
1943年11月24日、ヴォルクマンは軍を分割し、7つの管区に割り当てた。第1管区はパーカー・カルバート少佐、第2および第3管区はジョージ・バーネット少佐（George Barnett）、第4管区はラルフ・プレジャー少佐（Ralph Praeger）、第5管区はロムロ・マンリケス少佐（Romulo Manriquez）、第6管区はロバート・ラプハム大尉、そして第7管区はヴォルクマンとブラックバーンが指揮を執った:182–183。1944年初頭、ヴォルクマンはベンゲット州西部にUSAFIP-NL本部を設置し、同年8月には1943年3月以来初めてのものとなるSWPAとの直接通信が可能な無線設備が確保された:156–157。10月30日、ヴォルクマン率いるゲリラがバギオにてオスメニャ大統領夫人とその家族を救出する:160–161。11月、潜水艦USS ガーによって輸送された物資を受け取る。これはヴォルクマンらにとって、潜水艦輸送によって行われた最初の補給であった:168。
レイテ島の戦いが始まると、USAFIP-NLは日本軍指揮下の共和国政府軍に対する攻撃を開始した:175–176。政府軍はいずれも降伏せず、徹底抗戦を図っていた。その後、ヴォルクマンは島内の旧コモンウェルス軍将兵およびゲリラ戦力を結集し、ルソン島西部および北部で日本軍への攻撃を開始した。1945年1月、アメリカおよびフィリピン軍によるフィリピン再侵攻開始を受け、USAFIP-NLは主要通信網、橋梁、孤立した兵舎を次々と襲撃、制圧していった。やがて連合国軍の上陸が始まると、USAFIP-NLは戦線後方に展開し、前線から撤退してきた日本軍部隊を襲撃しつつ、基地や飛行場などを占領し、アメリカ軍の前進を支援した。
ルソン島の戦いが始まった時点でUSAFIP-NLの戦力は8,000人程度だったが、その後第6軍から増援を受け18,000人程度まで拡大した:466。この際に派遣されたのは5個歩兵連隊（第11、第14、第15、第66、第121）で:466、これらの部隊もUSAFIP-NL司令官たるヴォルクマンの指揮下に入っていた。以後、USAFIP-NLはバシルリッジの戦い、ベサンガ渓谷の戦い、マヨヤオリッジ（Mayoyao Ridge）の戦いなどで重要な役割を果たした。

## 第二次世界大戦後
終戦後の1945年12月、ヴォルクマン大佐は一時帰国し、家族との再開を果たした。休暇および病気療養の為に2ヶ月間米本土に留まった後、ゲリラ指揮官としての残務処理を行う為に再びルソン島北部へと派遣された。これは例えば戦争犯罪調査、市民に配布した軍票の換金、ゲリラ闘士やフィリピン兵に対する賃金支払いといった諸手続きである。以後、1946年7月までフィリピンに残る。また、長期に渡るゲリラ指揮官としての活動に由来するストレス症状や病気などから、ヴォルクマンは1948年初頭まで患者として治療を受けることになった。
退院後、ヴォルクマンは陸軍参謀総長ドワイト・D・アイゼンハワー将軍から、陸軍における最初の対ゲリラ作戦教範の作成を命じられた。1948年から1949年にかけて、ヴォルクマンはフィリピンにおける自らの経験を元に教範の執筆を行った。1950年9月、アメリカ陸軍初の対ゲリラ作戦教範として『FM 31-20 Operations Against Guerrilla Forces』が発行された。同年6月には朝鮮戦争が勃発しており、未だ有効な対ゲリラ作戦の戦術を有しないアメリカ陸軍部隊は北朝鮮軍のゲリラに苦しめられていた。教範発行の直後、マッカーサーはヴォルクマンを第8軍本部へと招き、極東軍特別活動グループ（Special Activities Group - Far East Command, SAG）の副長に任命した。SAGは陸軍レンジャー、海兵隊員、韓国軍人による合同部隊で、隊長は元OSSエージェントのルイス・B・エリー大佐（Louis B. Ely）であった。副長たるヴォルクマンの任務は、北朝鮮軍の戦線後方におけるゲリラ攻撃を計画・実施することであった。しかし6ヶ月もしない内にフィリピン勤務時から抱えていた深刻な胃潰瘍などの持病が悪化し、療養の為に本土へと送還されることとなった。
帰国後、ヴォルクマンは再び教範作成の任務に割り当てられ、1951年には新しい対ゲリラ作戦教範『FM 31-21 Organization and Conduct of Guerrilla Warfare』が発行された。その後、心理戦総監部（Office of the Chief of Psychological Warfare, OCPW）のロバート・マクルーア准将から誘われ、OCPWの特別作戦課計画部長（Chief of Plans—Special Operations Division）なる職に就いた。この部局にはヴォルクマンのほか、アーロン・バンク大佐（元OSSエージェント、ジェドバラ作戦に関与）、ウェンデル・フェーティグ大佐（フィリピン戦線のゲリラ指揮官）、メルヴィン・ブレーアー大佐（Melvin Blair, 元メリル略奪隊隊員）らが勤務していた。
1953年から1954年まで、国防大学に出席する。1954年から1956年まで欧州軍特殊作戦部長として勤務。
1956年、ジョージア州フォート・ベニングにて空挺課程を修了。当時45歳だったヴォルクマンは、現在まで空挺課程の参加者および修了者のうち最年長者の1人とされている。これは第82空挺師団の師団長を務めるにあたり空挺資格が必要とされた為である。彼は1956年から1957年まで第82師団長を務めた。1958年、ヴォルクマンは陸軍を退役した。
グリンベレーの現役隊員および退役隊員の戦友会組織である特殊部隊協会では、バンク、フェーティグ、ヴォルクマンの3人を「自らの経験を元に、現在の特殊部隊の礎となった不正規戦ドクトリンを作り上げた人物」としている。実際のグリンベレー創設者としてはバンクの名前が上がる事が多いが、これは特殊部隊の編成表を作成して最初の部隊の指揮も執ったためである。1969年2月23日付の書簡において、バンクは新しい特殊部隊の方針や計画の策定にヴォルクマンの助けがあった旨を記している。第二次世界大戦中、ヴォルクマンとフェーティグは共に軍団規模のゲリラ組織を作り上げ、その指揮を執った。現在でもグリンベレーはゲリラ組織の養成および支援を任務の1つとしているが、ここには彼らが作り上げたゲリラ戦ドクトリンが活かされている。フェーティグもまた、偉大なゲリラ指導者として名前が上がることがある。

## 退役後
退役後、ヴォルクマンはイリノイ州モリソンにてヴォルクマン家具製造社（Volckmann Furniture Manufacturing Company）を立ち上げ、その社長に就任した。また、ゼフィール・インダストリーズ（Zeffyr Industries）、イーサン・アレン社（Ethan Allen Inc.）の支社などでも社長を務め、1977年の退職まで務めた。
ヴォルクマンは退役後も軍部からの仕事を請け負うことがあった。1962年にはアメリカ空軍の依頼を受け、ランド研究所による対ゲリラ作戦における航空支援の有用性に関する評価検討を主導した。1982年6月30日死去。

## 家族
1934年8月、陸軍士官学校を卒業したヴォルクマンはナンシー・ソーレイ（Nancy Sorley）と結婚した。1936年、息子ラッセル・ジュニアが生まれる。1940年には共にフィリピンへ向かうが、1941年8月には本土に送り返された。1942年3月、ナンシーはバターン陥落直前にヴォルクマンからの手紙を受け取ったが、以降1945年1月まで手紙等の連絡は一切絶たれていた。
1946年7月、ヴォルクマンの2度目の帰国の際、ナンシーは離婚を申し出、1947年8月に手続きが完了した。
1948年8月28日、ヴォルクマンはヘレン・リッチ（Helen Rich）と再婚し、2人の息子をもうけた。この婚姻関係はヴォルクマンが死去する1982年まで続いた。